# Arrecife Port
Arrecife Port är en hamn i Spanien.   Den ligger i provinsen Provincia de Las Palmas och regionen Kanarieöarna, i den sydvästra delen av landet, 1 600 km sydväst om huvudstaden Madrid. Arrecife Port ligger 9 meter över havet. Den ligger på ön Lanzarote. Närmaste större samhälle är Arrecife, 2,0 km väster om Arrecife Port. 